# Snillfjord

Wappen von Snillfjord

Snillfjord war eine Kommune (Gemeinde) im mittelnorwegischen Trøndelag. Verwaltungssitz war der Ort Krokstadøra. Im Zuge der Kommunalreform in Norwegen wurde Snillfjord zum 1. Januar 2020 aufgeteilt: Der größte Teil bildete mit Agdenes, Meldal und Orkdal die neue Kommune Orkland, der südwestliche Teil ging mit Hemne und Halsa zur neuen Kommune Heim zusammen und der Nordwestteil kam zu Hitra.
Sie lag rund 75 km westlich von Trondheim und umfasste das Gebiet um die Fjorde Snillfjord und Astfjord. Zu ihr gehörten mehrere kleine Küstensiedlungen. Auf einer Fläche von 508 km² lebten 999 Einwohner (Stand: 1. Januar 2019). Die Kommunennummer war 5012.